# Alexander Dale Oen
Alexander Dale Oen (Norská výslovnost:[ɑlɛk'sɑndər 'dɑ:lə 'u:ən]) (21. května 1985 – 30. dubna 2012) byl norský plavec a reprezentant. V Norsku soutěžil za kluby Vestkantsvømmerne (1995–2010) a Bærumsvømmerne (2011–2012). Jeho zlato z roku 2008 na mistrovství Evropy z něho učinilo prvního norského medailistu na významnějším mezinárodním závodu v dlouhém bazénu.

30. dubna 2012 okolo 19:50 MST byl nalezen v bezvědomí v hotelové koupelně poté, co utrpěl infarkt, způsobený chronickou, neodhalenou koronární srdeční vadou, ojedinělým onemocněním pro člověka jeho věku a tělesné zdatnosti. Nalezl ho týmový kolega a byl po resuscitace převezen do Flagstatt Medical Center, kde byl v 21:00 MST prohlášen za mrtvého. V této době byl Dale Oen s norským plaveckým týmem na výcvikovém táboře ve Flagstaff (Arizona, USA).

## Soutěže
První mezinárodní úspěch zaznamenal v roce 2005 sedmým místem na 100 m prsa na světovém mistrovství ve vodních sportech. Při mistrovství Evropy v krátkém bazénu v prosinci téhož roku zaplaval na 100 m prsa 59.05 s, což znamenalo čtvrté místo a nový norský rekord. Stal se prvním Norem, který zaplaval tuto vzdálenost pod 1 minutu. Při norském šampionátu v krátkém bazénu o dva měsíce později zlepšil tento čas na 58,81 s, což byl nejlepší světový výkon v roce 2006.

V roce 2006 na mistrovství světa FINA v krátkém bazénu v Šanghaji získal bronzovou medaili na 100 m prsa za Olegem Lisogorem a Brentonem Rickardem. Stal se prvním Norem, který získal medaili na světovém šampionátu v plavání. O čtyři měsíce později v témže roce na ME 2006 získal stříbrnou medaili na 100 m prsa v novém skandinávském rekordu 1:00.63 ( v dlouhém bazénu).
Svou první medaili v krátkém bazénu získal v roce 2006 na ME v krátkém bazénu v Helsinkách, a to bronz za dvěma Ukrajinci na 100 m prsa v novém osobním nejlepším čase 58.70 s. V roce 2007 při MS skončil druhý v rozplavbě v novém skandinávském rekordu 1:00.34 , v semifinále byl třetí, ale ve finále zaplaval čas nad 1:01.

Stejně tak zopakoval lepší výkon v semifinále než ve finále na ME v krátkém bazénu v roce 2007. Po čase 58.60 s, novém osobním rekordu a druhém nejrychlejším čase v semifinále zaplaval ve finále čas 58.81 s a skončil pátý, 0.24 s za zlatem. V roce 2008 však ovládl evropský šampionát. V rozplavbách zaplaval nejlepší čas 1:00.11 a zároveň svůj osobní rekord, byl nejrychlejší i v semifinále a ve finále zaplaval evropský rekord 59.76 s a o 0.02 s zvítězil před Huguesem Duboscqem , který si též zaplaval osobní rekord.

Na letních olympijských hrách v roce 2008 získal pro Norsko první olympijskou medaili v plavání vůbec, a to stříbrnou v závodě na 100 m prsa. Na MS v Shangahi v roce 2011 zvítězil na 100 m prsa v čase 58.71 s, o 0.71 s před Fabio Scozzolim. To byla první norská zlatá medaile z mistrovství světa v plavání. Jeho vítězství získalo značný ohlas díky emoční odezvě na útoky v Oslu při vyhlašovacím ceremoniálu, ke kterým došlo několik dní předtím.

## Osobní rekordy

### Dlouhý bazén (50 m)
| Disciplína | Čas          | Datum             | Událost | Místo konání |
| ---------- | ------------ | ----------------- | ------- | ------------ |
| 50 m prsa  | 27.20 (NR)   | 25. červenec 2011 | MS      | Šanghaj      |
| 100 m prsa | 58.71 (NR)   | 25. července 2011 | MS      | Šanghaj      |
| 200 m prsa | 2:09.74 (NR) | 21. březen 2008   | ME      | Eindhoven    |

### Krátký bazén (25 m)
| Disciplína           | Čas          | Datum             | Událost            | Místo konání |
| -------------------- | ------------ | ----------------- | ------------------ | ------------ |
| 50 m prsa            | 27.13 (NR)   | 12. duben 2008    | MS                 | Manchester   |
| 100 m prsa           | 58.14 (NR)   | 10. duben 2008    | MS                 | Manchester   |
| 200 m prsa           | 2:08.28 (NR) | 16. prosinec 2007 | ME                 | Debrecín     |
| 100 m polohový závod | 55.34        | 20. duben 2008    | Norské mistrovství | Stavanger    |

NR = norský národní rekord

## Uznání
2. srpna 2012 maďarský plavec Dániel Gyurta, který vyhrál 200 m prsa na letní olympiádě v Londýně, na počest přátelství s Oenem nabídl jeho rodině kopii zlaté medaile. Cameron van Burgh z Jihoafrické republiky, který vyhrál 100 m prsa v novém světovém rekordu, uvedl, že ho Oen nadchnul k plavání, byl jedním z jeho nejbližších přátel a největším soupeřem.